# Província de Sükhbaatar
Sükhbaatar (Сүхбаатар en mongol), rep el nom per Damdin Sükhbaatar, és una de les 21 províncies (aimags) de Mongòlia. La seva capital és la ciutat de Baruun-Urt. Ocupa una superfície de 82.287 km² i té una població (2003) de 54.363 habitants. Compta amb un aeroport a Baruun-Urt (UUN/ZMBU) amb vols domèstics a i des d'Ulan Bator.